# جائزة الطيب صالح العالمية للإبداع الكتابي

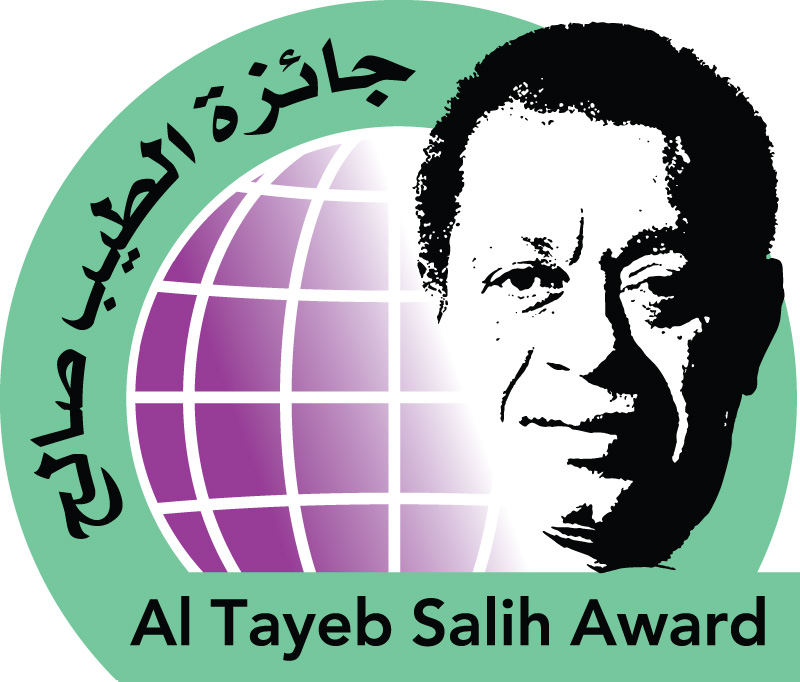

جائزة الطيب صالح العالمية للإبداع الكتابي (تأسّست في شهر فبراير سنة 2010.)، بودهي جائزة أدبية سودانية موجّهة لعموم المتحدثين باللغة العربية في ثلاثة مجالات، وهي؛ القصة القصيرة، والرواية، ومجال يحدّده مجلس الأمناء سنويًا. تبلغ قيمة الجائزة 200 ألف دولار أمريكي، وقد أطلقتها شركة الهاتف السودانية (زين)، بهدف الاهتمام بالأدب والفنون في السودان والعالم العربي، وربط الأجيال بالإرث الثقافي العربي. تأتي تسمية الجائزة تكريمًا للأديب السوداني العالمي الطيب صالح، الذي صُنّفت روايته (موسم الهجرة إلى الشمال) كأحد أفضل مائة عمل عربي في التاريخ. في عام 2020 أتمت الجائزة دورتها الحادية عشرة.

## شروط الجائزة

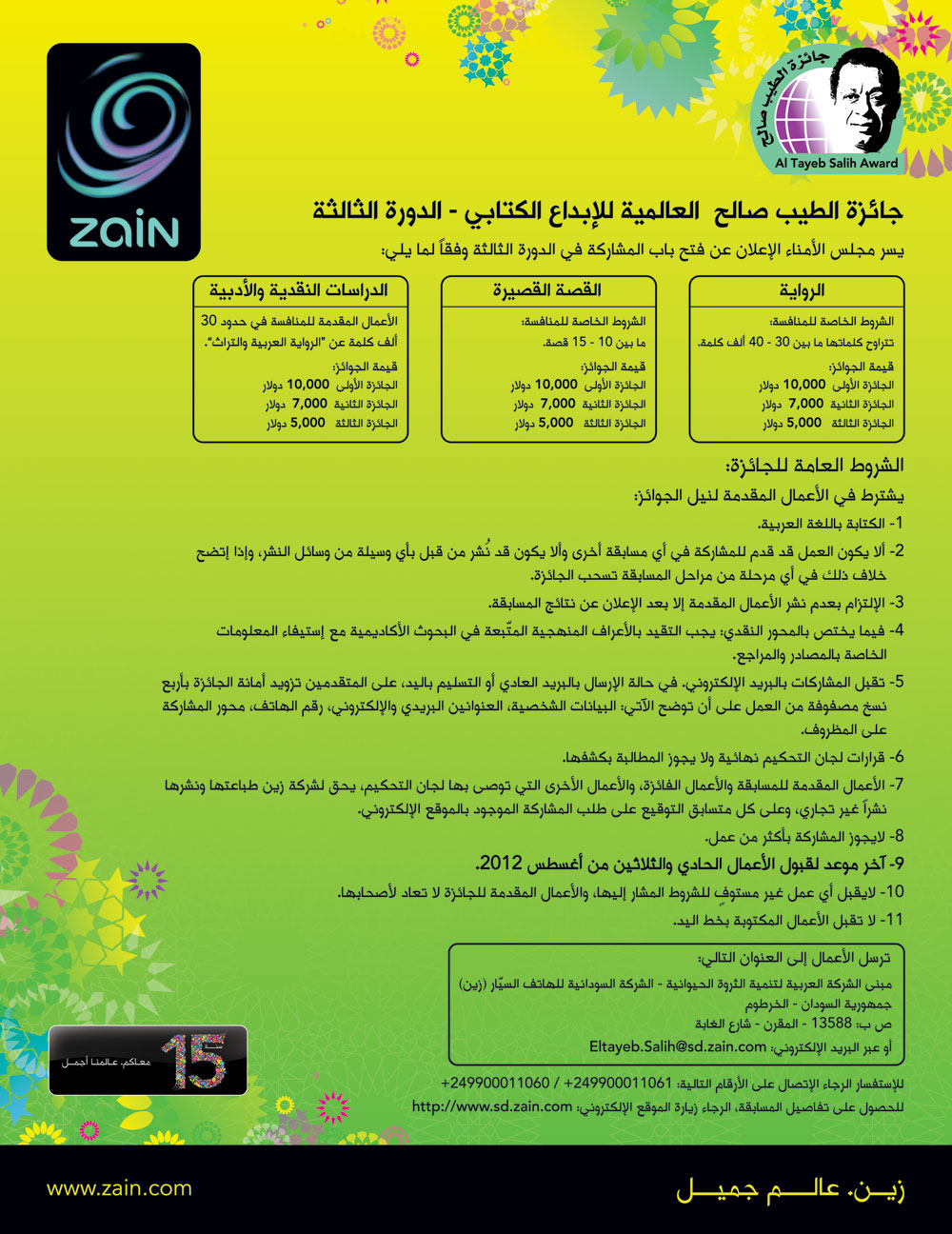
شروط جائزة الطيب صالح العالمية للإبداع الكتابي

الجائزة مفتوحة في ثلاثة فروع هي الرواية والقصة والنقد.

### شروط خاصة
- الرواية: عدد الكلمات بين 25 ألف و 35 ألف كلمة.
- القصة: من 10 إلى 15 نصا قصصيا بمجموع كلمات يتراوح بين 25 ألف و 35 ألف كلمة.
- النقد: دراسة نقدية عن تأثيرات العولمة على الكتابة الإبداعية:
  - ا---التحولات التي أحدثتها العولمة في العلاقات الاجتماعية والثقافية والحضارية.
  - ب---تأثير الوسائط المعاصرة على تقنيات الكتابة الإبداعية ومضامينها.

### شروط عامة
- الكتابة باللغة العربية.
- ألا يكون العمل مطبوعا سابقا أو فائزا في مسابقة أخرى
- الكتابة باللغة العربية.
- المشاركة تكون بعمل واحد في فرع واحد
- ولا تقبل الأعمال المكتوبة بخط اليد.
- عدم نشر الأعمال في حال الفوز إلا بعد صدور الطبعة الأولى من شركة زين.
- يحق للمشاركين في الدورات السابقة المشاركة مجددا بعد مرور 5 سنوات على فوزهم.

## الأعمال الفائزة بالجائزة حسب الدورات

### الدورة الأولى – 2011
من شروط المشاركة أن لا يقل عن 30 ألف كلمة للرواية المقدمة وحصر المشاركة في مجال النقد الأدبي على أن تكون حول الأعمال الإبداعية للطيب صالح ورؤاه النقدية أما في فئة القصة القصيرة فيستوجب احتواء المجموعة القصصية على 13 قصة قصيرة أو أكثر.
تنافس 324 عملًا على الجائزة وكانت النتائج كالتالي:
| المركز | المشارك                          | البلد   | المجموعة القصصية | قيمة الجائزة |
| ------ | -------------------------------- | ------- | ---------------- | ------------ |
| الأول  | أحمد الجالي احمد (أحمد أبو حازم) | السودان | يناير بيت الشتاء | 8 آلاف دولار |
| الثاني | عمار علي حسن                     | مصر     | همس خفي          | 6 آلاف دولار |
| الثالث | إسماعيل غزالي                    | المغرب  | عسل اللقالق      | 4 آلاف دولار |

| المركز | المشارك         | البلد   | الرواية             | قيمة الجائزة  |
| ------ | --------------- | ------- | ------------------- | ------------- |
| الأول  | سعد القرش       | مصر     | أول النهار          | 10 آلاف دولار |
| الثاني | الزين بانقا     | السودان | مخمسات ضوبيا الأعرج | 7 آلاف دولار  |
| الثالث | محمد حسن الحفري | سوريا   | بوح أخير            | 4 آلاف دولار  |

| المركز | المشارك        | البلد   | الدراسة | قيمة الجائزة  |
| ------ | -------------- | ------- | ------- | ------------- |
| الأول  | عمر عاشور      | الجزائر |         | 10 آلاف دولار |
| الثاني | احمد كريم      | مصر     |         | 6 آلاف دولار  |
| الثالث | حسن أبشر الطيب | السودان |         | 4 آلاف دولار  |

### الدورة الثانية – 2012
جاءت المشاركات من سبعة عشر بلداً عربياً فضلا عن أمريكا وأوروبا وأستراليا بالإضافة لدول بعيدة مثل موزمبيق. والفائزون في فروع الرواية والقصة القصيرة والترجمة:
| المركز | المشارك               | البلد   | المجموعة القصصية        | قيمة الجائزة  |
| ------ | --------------------- | ------- | ----------------------- | ------------- |
| الأول  | بشرى الفاضل           | السودان | فوق سماء بندر           | 10 آلاف دولار |
| الثاني | فؤاد محمود أحمد قنديل | مصر     | أجمل رجل قبيح في العالم | 7 آلاف دولار  |
| الثالث | حسن صبري محمد         | مصر     | فيلا كارمن              | 5 آلاف دولار  |

| المركز | المشارك            | البلد   | الرواية   | قيمة الجائزة  |
| ------ | ------------------ | ------- | --------- | ------------- |
| الأول  | محمد الغربي عمران  | اليمن   | ظلمة      | 10 آلاف دولار |
| الثاني | هجيرة جويدري بوزيد | الجزائر | نورس باشا | 7 آلاف دولار  |
| الثالث | هشام الشاوي        | المغرب  | قيلولة    | 5 آلاف دولار  |

| المركز | المشارك                 | البلد   | العمل               | قيمة الجائزة  |
| ------ | ----------------------- | ------- | ------------------- | ------------- |
| الأول  | ناصر السيد النور        | السودان | تخوم الرماد         | 10 آلاف دولار |
| الثاني | عمر بابكر سليمان        | السودان | الدم في نخاع الوردة | 7 آلاف دولار  |
| الثالث | القذافي هاشم السيد محمد | السودان | دوامات الشمال       | 5 آلاف دولار  |

### الدورة الثالثة – 2013
أسماء الفائزين بالجائزة للدورة الثالثة:
| المركز | المشارك            | البلد  | الدراسة          | قيمة الجائزة  |
| ------ | ------------------ | ------ | ---------------- | ------------- |
| الأول  | محمد عبدالباسط عيد | مصر    | المظاهر التراثية | 10 آلاف دولار |
| الثاني | ابراهيم الهجري     | المغرب | قضايا سردية      | 7 آلاف دولار  |
| الثالث | سعيدة محمد مامون   | المغرب | الرواية العربية  | 5 آلاف دولار  |

| المركز | المشارك                   | البلد   | المجموعة القصصية  | قيمة الجائزة  |
| ------ | ------------------------- | ------- | ----------------- | ------------- |
| الأول  | محمد جاسم الكاظم          | العراق  | وطن عيار 67 ملمتر | 10 آلاف دولار |
| الثاني | محمد سليمان الفكي الشاذلي | السودان | طبيعة غير صامتة   | 7 آلاف دولار  |
| الثالث | هاني حجاج                 | مصر     | مدينة العميان     | 5 آلاف دولار  |

| المركز | الفائز               | البلد   | الرواية                               | قيمة الجائزة  |
| ------ | -------------------- | ------- | ------------------------------------- | ------------- |
| الأول  | إسماعيل يبرير        | الجزائر | وصية المعتوه : كتاب الموتى ضد الأحياء | 10 آلاف دولار |
| الثاني | محمد عز الدين التازي | المغرب  | يوم آخر فوق الأرض                     | 7 آلاف دولار  |
| الثالث | عبدالكريم اسحق جلاب  | السودان | أشياء من بقايا أبي                    | 5 آلاف دولار  |

### الدورة الرابعة – 2014
أسماء الفائزين بالجائزة للدورة الرابعة:
مجال النص المسرحي :
| المركز | الفائز               | البلد  | النص المسرحي           | قيمة الجائزة  |
| ------ | -------------------- | ------ | ---------------------- | ------------- |
| الأول  | زكرياء أبو مارية     | المغرب | موسم العودة إلى الشمال | 10 آلاف دولار |
| الثاني | صبحي أحمد حسن فحماوي | الأردن | حاتم المومياء          | 7 آلاف دولار  |
| الثالث | حسام رشاد محمد       | سوريا  | انفصام                 | 5 آلاف دولار  |

مجال الرواية :
| المركز | الفائز               | البلد   | الرواية            | قيمة الجائزة  |
| ------ | -------------------- | ------- | ------------------ | ------------- |
| الأول  | توفيقة علي محمد خضور | سوريا   | سأعيد إنجاب القمر  | 10 آلاف دولار |
| الثاني | علي أحمد الرفاعي     | السودان | شبابيك الوجه الآخر | 7 آلاف دولار  |
| الثالث | أحمد طيباوي          | الجزائر | موت ناعم           | 5 آلاف دولار  |

مجال القصة القصيرة
| المركز | الفائز                         | البلد   | المجموعة القصصية           | قيمة الجائزة  |
| ------ | ------------------------------ | ------- | -------------------------- | ------------- |
| الأول  | أشرف حسن عبد الرحمن            | مصر     | الحياة السرية لعبدو الحلاق | 10 آلاف دولار |
| الثاني | إبراهيم عبد الفتاح إبراهيم سعد | مصر     | مطر صيفي                   | 7 آلاف دولار  |
| الثالث | أمير صالح جبريل                | السودان | احتضار ملك عظيم            | 5 آلاف دولار  |

### الدورة الخامسة – 2015
أسماء الفائزين بالجائزة للدورة الخامسة:
مجال الشعر
| المركز | المشارك           | البلد  | الديوان            | قيمة الجائزة  |
| ------ | ----------------- | ------ | ------------------ | ------------- |
| الأول  | حسن إبراهيم الحسن | سوريا  | خريف الأوسمة       | 10 آلاف دولار |
| الثاني | إسماعيل الصياح    | العراق | عندما يشهق البنفسج | 7 آلاف دولار  |
| الثالث | فراس فرزت القطان  | سوريا  | فوانيس كفيفة       | 5 آلاف دولار  |

مجال الرواية:
| المركز | الفائز           | البلد   | الرواية | قيمة الجائزة  |
| ------ | ---------------- | ------- | ------- | ------------- |
| الأول  | وئام المددي      | المغرب  | الغجرية | 10 آلاف دولار |
| الثاني | هشام آدم محمد    | السودان | كاجومي  | 7 آلاف دولار  |
| الثالث | عصام عمر إبراهيم | السودان | أموشي   | 5 آلاف دولار  |

مجال القصة القصيرة:
| المركز | الفائز         | البلد   | المجموعة القصصية    | قيمة الجائزة  |
| ------ | -------------- | ------- | ------------------- | ------------- |
| الأول  | راسم قاسم موسى | العراق  | دوي على إيقاع متزن  | 10 آلاف دولار |
| الثاني | يوسف العطا     | السودان | سيارة ومسروقات أخرى | 7 آلاف دولار  |
| الثالث | محمد عباس علي  | مصر     | فاطمة تعيش الحلم    | 5 آلاف دولار  |

### الدورة السادسة – 2016
الفائزون في فروع الرواية والقصة القصيرة والدراسات النقدية بمشاركة أكثر من 400 عمل.
| المركز | الفائز                 | البلد    | المجموعة القصصية  | قيمة الجائزة  |
| ------ | ---------------------- | -------- | ----------------- | ------------- |
| الأول  | الهادي علي محمد راضي   | السودان  | فنتازيا أنثى الشط | 10 آلاف دولار |
| الثاني | مقبول العلوي           | السعودية | النجاب            | 8 آلاف دولار  |
| الثالث | معاوية محمد الحسن قيلي | السودان  | بورتريه           | 6 آلاف دولار  |

| المركز | الفائز                  | البلد   | الرواية              | قيمة الجائزة  |
| ------ | ----------------------- | ------- | -------------------- | ------------- |
| الأول  | سومر شحادة              | سوريا   | حقول الذرة           | 10 آلاف دولار |
| الثاني | عمار علي حسن            | مصر     | بيت السناري          | 8 آلاف دولار  |
| الثالث | محمد المصطفى الطيب بشار | السودان | تجليات يعقوب الفينيق | 6 آلاف دولار  |

| المركز | الفائز      | البلد   | الكتاب          | قيمة الجائزة  |
| ------ | ----------- | ------- | --------------- | ------------- |
| الأول  | أسمهان منور | الجزائر | عالم أجمل       | 10 آلاف دولار |
| الثاني | نجيب كيالي  | سوريا   | العيد والأرجوحة | 8 آلاف دولار  |
| الثالث | حنان المصري | سوريا   | حكايات جدي      | 6 آلاف دولار  |

### الدورة السابعة – 2017
أسماء الفائزين بالجائزة للدورة السابعة:
في مجال الرواية
| المركز | الفائز               | البلد | الرواية     | قيمة الجائزة |
| ------ | -------------------- | ----- | ----------- | ------------ |
| الأول  | سناء عبدالعزيز متولي | مصر   | فيدباك      | 15 ألف دولار |
| الثاني | راميا عابد اسماعيل   | سوريا | زمن الخيانة | 10 ألف دولار |
| الثالث | السيد محمد فهيم جاد  | مصر   | النهر       | 8 ألف دولار  |

في مجال القصة القصيرة
| المركز | الفائز      | البلد  | المجموعة القصصية             | قيمة الجائزة |
| ------ | ----------- | ------ | ---------------------------- | ------------ |
| الأول  | لحسن باكور  | المغرب | الزرافة تظهر في غابة الإسمنت | 15 ألف دولار |
| الثاني | ضياء جبيلي  | العراق | ماذا نفعل بدون كالفينو       | 10 ألف دولار |
| الثالث | سعيد بودبوز | المغرب | ثور وثورة                    | 8 ألف دولار  |

في مجال دراسات في الرواية الإفريقية
| المركز | الفائز                 | البلد   | الدراسة                                                                                 | قيمة الجائزة |
| ------ | ---------------------- | ------- | --------------------------------------------------------------------------------------- | ------------ |
| الأول  | عمر محمد سنوسي         | السودان | المنجز الروائي في شرق إفريقيا – أضواء على البناء وآليات السرد (الرواية الكينية نموذجاً)  | 15 ألف دولار |
| الثاني | مصطفى عطية جمعة        | مصر     | القرن المحلٍّق-الرواية الإفريقية وأدب مابعد الاستعمار(رواية خرائط لنور الدين فارح نموذجاً) | 10 ألف دولار |
| الثالث | ابوطالب محمد عبدالمطلب | السودان | أنماط السرد في الرواية الإفريقية – دراسة بنيوية تكوينية (رواية الحوالة نموذجاً)          | 8 ألف دولار  |

### الدورة الثامنة – 2018
الفائزون في فروع الرواية والقصة القصيرة والدراسات النقدية حيث تنافس عليها 630 عملاً إبداعياً من 28 دولة.
| المركز | الفائز     | البلد  | المجموعة القصصية | قيمة الجائزة  |
| ------ | ---------- | ------ | ---------------- | ------------- |
| الأول  | خديجة يكن  | المغرب | أيام بوسنية      | 15 ألف دولار  |
| الثاني | حسن حميد   | فلسطين | المرمريتى        | 10 آلاف دولار |
| الثالث | حفيظ صفاحي | المغرب | التحولات         | 8 آلاف دولار  |

| المركز | الفائز            | البلد   | الرواية         | قيمة الجائزة  |
| ------ | ----------------- | ------- | --------------- | ------------- |
| الأول  | فيصل خرتش         | سوريا   | أهل الهوى       | 15 ألف دولار  |
| الثاني | عمر أحمد فضل الله | السودان | تشريقة المغربي  | 10 آلاف دولار |
| الثالث | ملكة الفاضل عمر   | السودان | الشاعرة والمغنى | 8 آلاف دولار  |

| المركز | المشارك              | البلد   | الدراسة                                        | قيمة الجائزة  |
| ------ | -------------------- | ------- | ---------------------------------------------- | ------------- |
| الأول  | محمد إسماعيل اللباني | مصر     | صدى الذاكرة                                    | 15 ألف دولار  |
| الثاني | مبرود دريدي          | الجزائر | المكان في النص السردي العربي                   | 10 آلاف دولار |
| الثالث | آمنة محمد عبده       | اليمن   | سيميائية المكان لرواية أولاد الغيتو – اسمى آدم | 8 آلاف دولار  |

### الدورة التاسعة – 2019
أسماء الفائزين بالجائزة للدورة التاسعة:
محور الرواية:
| المركز | المشارك        | البلد   | الرواية         |
| ------ | -------------- | ------- | --------------- |
| الأول  | حسن النواب     | العراق  | ضحكة الكوكوبارا |
| الثاني | دعاء جمال فهيم | مصر     | زهرة الأندلس    |
| الثالث | وقائع جبل مويا | السودان | مهند رجب الأمين |

محور القصة القصيرة:
| المركز | المشارك                | البلد   | المجموعة القصصية |
| ------ | ---------------------- | ------- | ---------------- |
| الأول  | علي حسين عبيد          | العراق  | لغة الأرض        |
| الثاني | عبدالرحيم سليلي        | المغرب  | أضغاث ربيع       |
| الثالث | نادر إبراهيم عبدالحليم | السودان | وجوه خارج الصورة |

محور الدراسات النقدية:
(تأثيرات العولمة على الكتابة الإبداعية )
| المركز | المشارك               | البلد  | الدراسة                                                                   | قيمة الجائزة |
| ------ | --------------------- | ------ | ------------------------------------------------------------------------- | ------------ |
| الأول  | محمد محمود حسين هنيدي | مصر    | المجتمعات الافتراضية وتحولات الأنا الأنثوية                               |              |
| الثاني | مازن أكثم مصطفى       | سوريا  | انزياح أساليب الوجود في الكتابة الإبداعية بين مطابقات العولمة واختلافاتها |              |
| الثالث | محمد صابر عبيد        | العراق | استراتيجية العولمة الثقافية: بعثرة المعنى وانكسار النسق الادبي            |              |

### الدورة العاشرة – 2020
الفائزين في فروع الشعر والقصة القصيرة والرواية حيث بلغ عدد المشاركات 746 مشاركة.
| المركز | المشارك             | البلد  | الرواية      |
| ------ | ------------------- | ------ | ------------ |
| الأول  | عبد الباسط زخنيني   | المغرب | الغراب       |
| الثاني | غالية يونس الذرعاني | ليبيا  | قوارير خاوية |
| الثالث | السعيد الخيز        | المغرب | إبن الصلصال  |

| المركز | المشارك              | البلد   | المجموعة القصصية    |
| ------ | -------------------- | ------- | ------------------- |
| الأول  | فتوى احمد الحمري     | المغرب  | ليلة تجلي           |
| الثاني | رجاء عبد الحميد نعمة | لبنان   | عاشقات سوقطرة       |
| الثالث | شاذلي جعفر شقاق      | السودان | كشاكش على ثوب الشفق |

| المركز | المشارك                 | البلد  | الدراسة                                                 |
| ------ | ----------------------- | ------ | ------------------------------------------------------- |
| الأول  | فيصل القصيري            | العراق | أنثوية السيرة الذاتية/ قراءة في سيرة فدوى طوقان الذاتية |
| الثاني | محمود فرغلي علي موسى    | مصر    | كتابة الذات وشعرية المقاومة (رضوي عاشور انموذجاً)        |
| الثالث | عبد الكريم يحي الزيباري | العراق | شهرزاد العواصم العربية- سوسيولوجيا السرد النسوي         |

### الدورة الحادية عشرة – 2021
الفائزون في فروع الشعر والقصة القصيرة والرواية حيث بلغ عدد المشاركات 1762 مشاركة.
| المركز | المشارك                | البلد   | الديوان            |
| ------ | ---------------------- | ------- | ------------------ |
| الأول  | أحمد نمر سليمان الخطيب | الأردن  | تغريبة حارس المعنى |
| الثاني | الواثق أحمد حامد يونس  | السودان | نازح في فضاء الجسد |
| الثالث | محمد نجيب محمد علي     | السودان | أناشيد الأسئلة     |

| المركز | المشارك                  | البلد  | المجموعة القصصية     |
| ------ | ------------------------ | ------ | -------------------- |
| الأول  | عمرو علي إبراهيم العادلي | مصر    | الهروب خارج الرأس    |
| الثاني | ضاري ناجي الغضبان        | العراق | نادي الحفاة          |
| الثالث | قيس عمر محمد محمود       | العراق | لا ظلال لنمور بورخيس |

| المركز | المشارك            | البلد  | الرواية                          |
| ------ | ------------------ | ------ | -------------------------------- |
| الأول  | نعيم عبد مهلل منشد | العراق | أوروك هايكو الغرام على فم جلجامش |
| الثاني | طارق محمود فراج    | مصر    | لعبة السفر                       |
| الثالث | حجاج حسن أدول      | مصر    | غرام وانتقام بسوسو               |